# Maria van Oosterwijck
Maria van Oosterwijk, o Oosterwyck (Nootdorp, Países Bajos, 1630-Uitdam, 1693) fue una pintora del Siglo de Oro neerlandés especializada en la pintura de naturalezas muertas florales. Alumna de Willem van Aelst, sus obras, fechadas entre 1667 y 1689 las que están datadas, llegaron a ser muy populares entre la aristocracia europea. Fue admirada, entre otros, por Leopoldo I de Habsburgo, Luis XIV de Francia o Guillermo III de Inglaterra, no obstante nunca fue admitida en los gremios que reunían a los artistas por su condición de mujer.

## Biografía y obra
María van Oosterwijck nació en 1630 en Nootdorp, un pueblo localizado cerca de Delft en Holanda Meridional, Países Bajos. Su fecha de nacimiento suele estar indicada como el 20 de agosto, Su padre fue un ministro de la Iglesia Reformada Holandesa, igual que su abuelo. Cuando aún era muy joven su padre la puso en contaacto con Jan Davidsz. de Heem. Bajo la tutela de Heem desarrolló su interés en la pintura floral e influida por él mostró talento para pintar vívidas pinturas realistas.
Van Oosterwijck residió en Delft y posteriormente en Utrecht, hacia 1660. Seis años después se trasladó a Ámsterdam, donde se formó en la pintura de flores con Willem van Aelst. En su vida privada, María van Oosterwijck no contrajo matrimonio, ni tuvo descendencia, pero cuidó a un sobrino cuando quedó huérfano. Existen informes de una disputa entre ambos talleres; todo comenzó con la disputa entre su sirvienta, Geertje Pieters, quien marchó a la casa de Van Aelst a recuperar un abrigo de su señora, y la sirvienta de este, Grietge, quien se negó a dar el abrigo mientras insultaba a la sirvienta y a la artista, llegando a intervenir las autoridades. Van Oosterwijck puso una denuncia formal.
Aparte de ser una talentosa pintora, también fue una sabia empresaria; consiguió los servicios de un agente en Ámsterdam para vender sus obras a los alemanes. Entre sus patrones estaban Luis XIV de Francia, el emperador del Sacro Imperio Leopoldo I y Guillermo III de Inglaterra; a Augusto II el Fuerte de Polonia le vendió tres obras. Alcanzó más fama internacional cuando Cosme III de Médici viajó a Ámsterdam en 1667 y juzgó sus pinturas al mismo nivel que las de su maestro, Willem van Aelst, pues la familia toscana tenía una larga historia como mecenaas de obras producidas por mujeres, brindándoles prestigio.
A pesar de que sus talentosas pinturas de flores eran buscadas por holandeses y otros coleccionistas, se le denegó la afiliación al gremio de los pintores, ya que las mujeres no tenían el permiso. Esto no impidió que amasase una fortuna, la cual invirtió en fines caritativos, entre ellos el pago de los rescates a soldados holandeses capturados por piratas argelinos, en más de una ocasión, tal y como quedaron documentados en los archivos de Ámsterdam. El coste por persona rescatada llegaba a los 750 florines, siendo en la época el salario de dos años de un mercader.
Muy pocas mujeres fueron artistas profesionales en el siglo XVII. Que se tenga conocimiento, María van Oosterwijck pintó un total de 24 obras. En un libro de 2004 sobre la pintura del Siglo de Oro neerlandés escrito por el historiador Christopher Lloyd, van Oosterwijck es la única mujer cuyo trabajo se incluyó. Los escritores tienden a visualizar a mujeres artistas correlacionando virtudes que son propias de las mujeres con valores similares obtenidos a través de la interpretación de sus pinturas. Van Oosterwijck, que dedicó su vida a la pintura en vez de ser esposa y madre, fue un sujeto complicado para sus biógrafos y sus escritos nos la muestran con una personalidad complicada. Los aspectos personales de sus pinturas también están vastamente inexplorados.
Como un homenaje a la habilidad de van Oosterwijck como pintora floral —considerado como una aceptable vocación para una mujer de la época– Wallerant Vaillant pintó su retrato sujetando una paleta. Este retrato de 1671, en el Rijksmuseum, la muestra agarrando una Biblia con la otra mano. Otro retrato de ella, atribuido a Gerard de Lairesse, la representa posando junto al poeta Dirk Schelte. En 1673, Schelte escribió un poema en homenaje a la belleza de las pinturas de van Oosterwijck, al igual que a su carácter. El retrato parece hacer referencia al poema, mostrando a van Oosterwijck con una paleta y brochas, como musa del pintor, sirviendo como inspiración a Schelte el poeta.
Oosterwijck tuvo como discípula a Geertgen Wyntges, su asistente en el taller, también conocida como Geertje Pieters. Tras la muerte de van Oosterwijck, Wyntges vivió independientemente, subsistiendo a base de sus pinturas.
En 1689, van Oosterwijck creó su última obra conocida, un bodegón conservado en la colección real británica en el palacio de Kensington, Londres. Esta pintura, Bodegón con flores, insectos y una concha, fue adquirida para la colección real durante el reinado de la reina Ana, así como otra obra de van Oosterwijck. Murió en su casa en Uitdam, Holanda Septentrional, a unos 12 kilómetros al noreste de Ámsterdam, en 1693. La fecha de su muerte es muchas veces establecida como el 12 de noviembre, pero algunas fuentes aseguran que fue en diciembre.
Arnold Houbraken, biógrafo de los artistas del Siglo de Oro neerlandés, elogió a van Oosterwijck, pero no la consideró artista profesional, a pesar de la larga suma de cuadros pagados por coleccionistas de gran talla, como varios miembros de la realeza europea.

## Arte

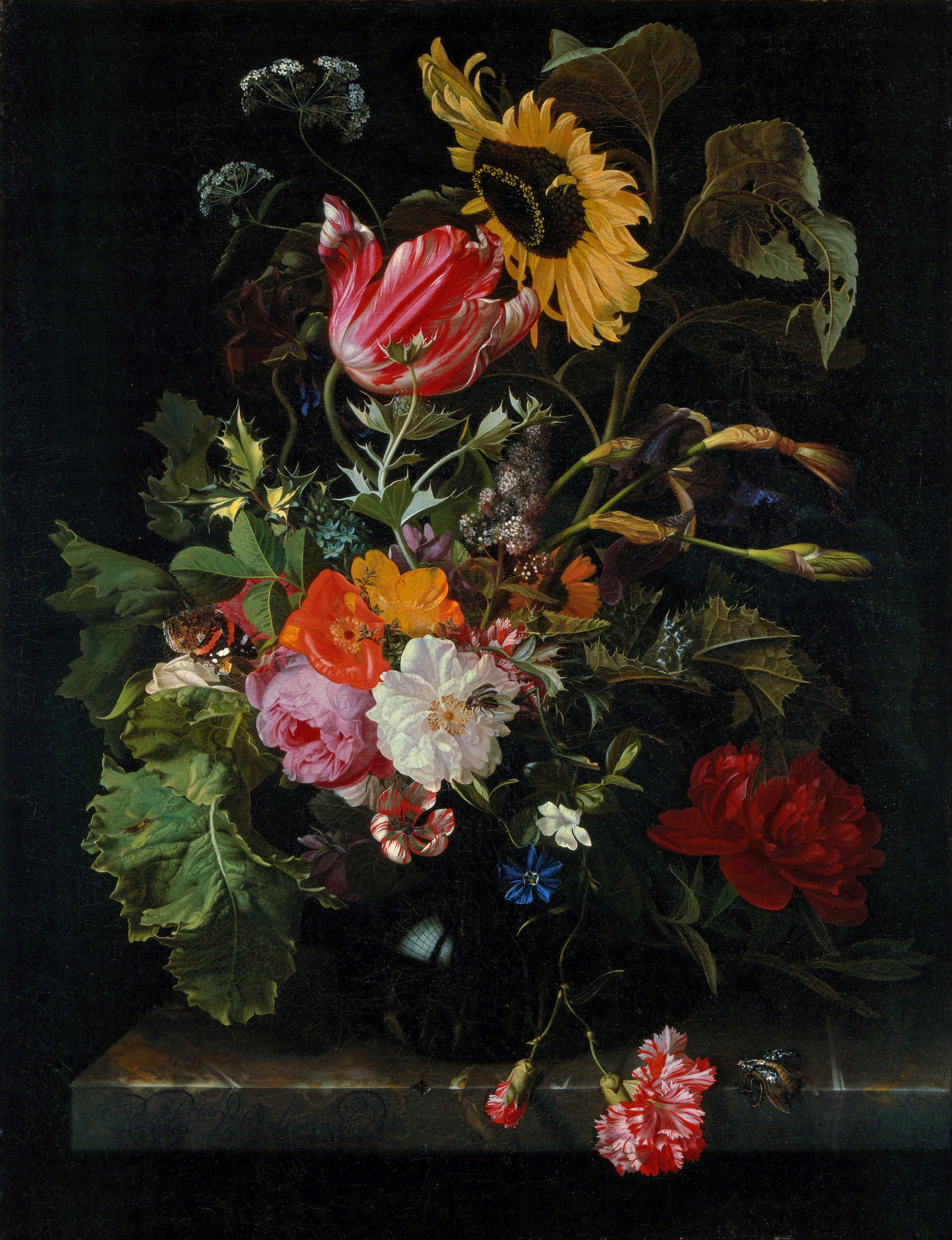
Ramo de flores en un jarrón, 1670, Denver Art Museum.

Van Oosterwijck creó pinturas florales y de bodegón con temas alegóricos durante un período en que semejantes trabajos eran muy buscados por coleccionistas europeos. Junto con Rachel Ruysch, fue considerada como una de las más eminentes pintoras de bodegones de los Países Bajos. El trabajo de Van Oosterwijck, usando colores muy vivos, está ricamente detallado, a veces demostrando una técnica de claroscuro en su uso de la luz y sombra. Ella ayudó a transformar un género de pinturas de naturaleza muerta, pintándolas de manera realista al estilo de los trampantojos holandeses del siglo XVII. Hay muy pocas piezas que hayan sido identificadas como hechas por van Oosterwijck, la mayoría florales, pero Houbraken afirmó que aún era mayor el número de sus bodegones. Muchas de sus obras son de pequeño tamaño. Esto era común en los artistas de la época, ya que las obras grandes tienden a restringir las compras a clientes más adinerados como las iglesias o el Estado.
A través del uso de elementos simbólicos, sus pinturas reflejan temas normalmente asociados con la naturaleza muerta holandesa del Siglo XVII, como la vanidad, el paso del tiempo y la obligación de devoción a Dios. Sus pinturas de vanitas incorporan objetos con la intención de simbolizar la efímera naturaleza de la vida; con objetos como calaveras, catalejos, libros, guantes, comida parcialmente devorada, bolsas de monedas, insectos, hojas marchitadas y flores, cabe destacar también como coloca alimentos como el maíz, transportados desde América, demostrando la importancia del descubrimiento y el incipiente comercio en puertos holandeses. Usa de base para sus elementos una mesa bien de madera o de mármol. Ella incluyó también símbolos de resurrección, dándole a su trabajo una sutil y agridulce calidad que contrasta con algunos otros artistas quienes a veces, por ejemplo, mostrarían una pila de calaveras con la intención de dar un mensaje moral a sus obras de vanitas.
Van Oosterwijck fue muy religiosa y solía representar simbólicamente sus arraigadas creencias en sus pinturas. El girasol es simbólico a postrarse ante Dios. Las uvas toman un significado religioso al ser usadas para el vino de la Eucaristía. Incluso los colores son usados simbólicamente, con el blanco denotando inocencia, el amarillo divinidad y el rojo el martirio.
Van Oosterwijck pintó un recurrente embellecimiento poético de sus naturalezas muertas. La mariposa almirante rojo (Vanessa atalanta) aparece en varias localizaciones en sus más substanciales obras. Por ejemplo, a veces la mariposa descansa en un tallo de flor o en el borde de una mesa con un florero o en un libro. La mariposa es usada como un recurso para atraer la atención del espectador a la pintura y a la visión artística de van Oosterwijck. Las mariposas son también símbolos de la Resurrección de Cristo.

## Presencia en museos
Hay obras de Maria van Oosterwijk en:
- Cincinnati Art Museum
- Crocker Art Museum (Sacramento, California)
- Denver Art Museum
- Fitzwilliam Museum (Cambridge)
- Kunsthistorisches Museum (Viena)
- Mauritshuis (La Haya)
- Palazzo Pitti (Florencia)
- Royal Collection (Londres)
- Statens Museum for Kunst (Copenhague)

## Obras

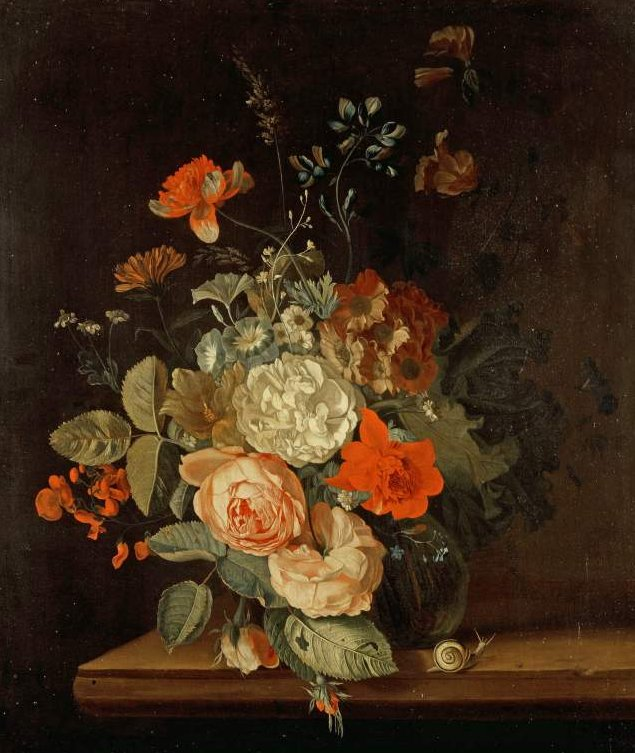
Un vaso de flores, 1667-1689, Fitzwilliam Museum, Cambridge.
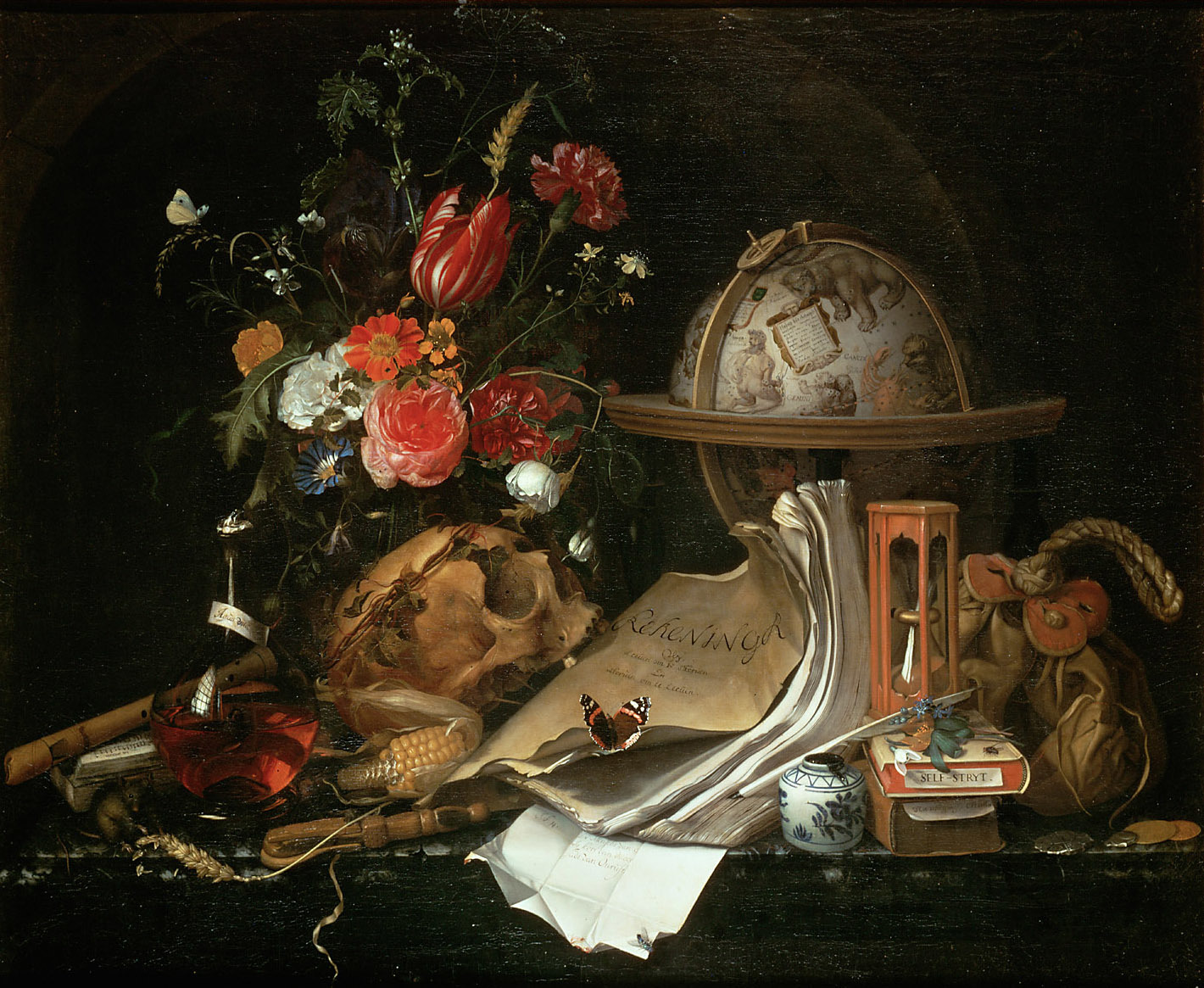
Bodegón con Vanitas, 1668, Kunsthistorisches Museum, Viena.
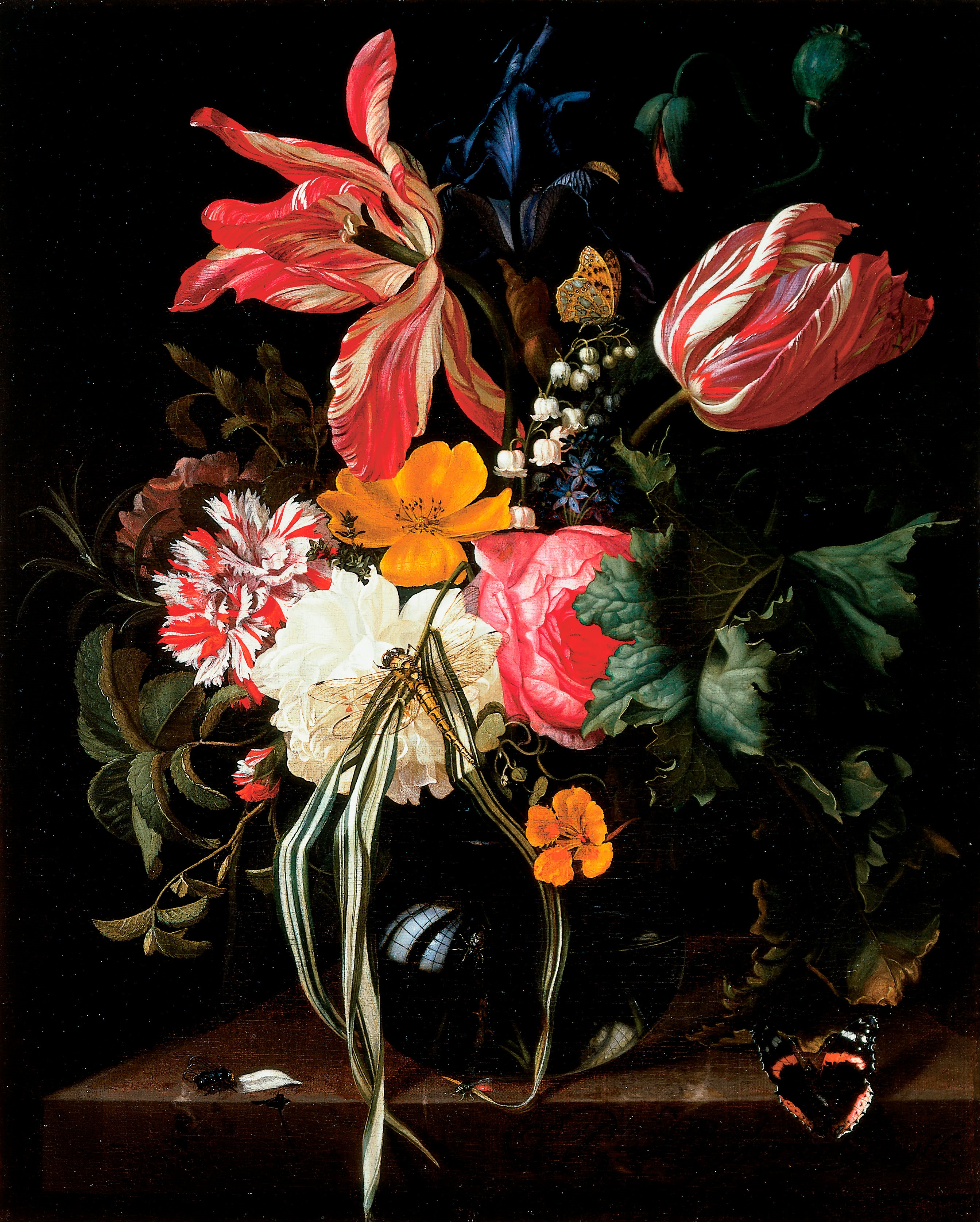
Naturaleza muerta, 1669, Museo de Arte de Cincinnati, Ohio.
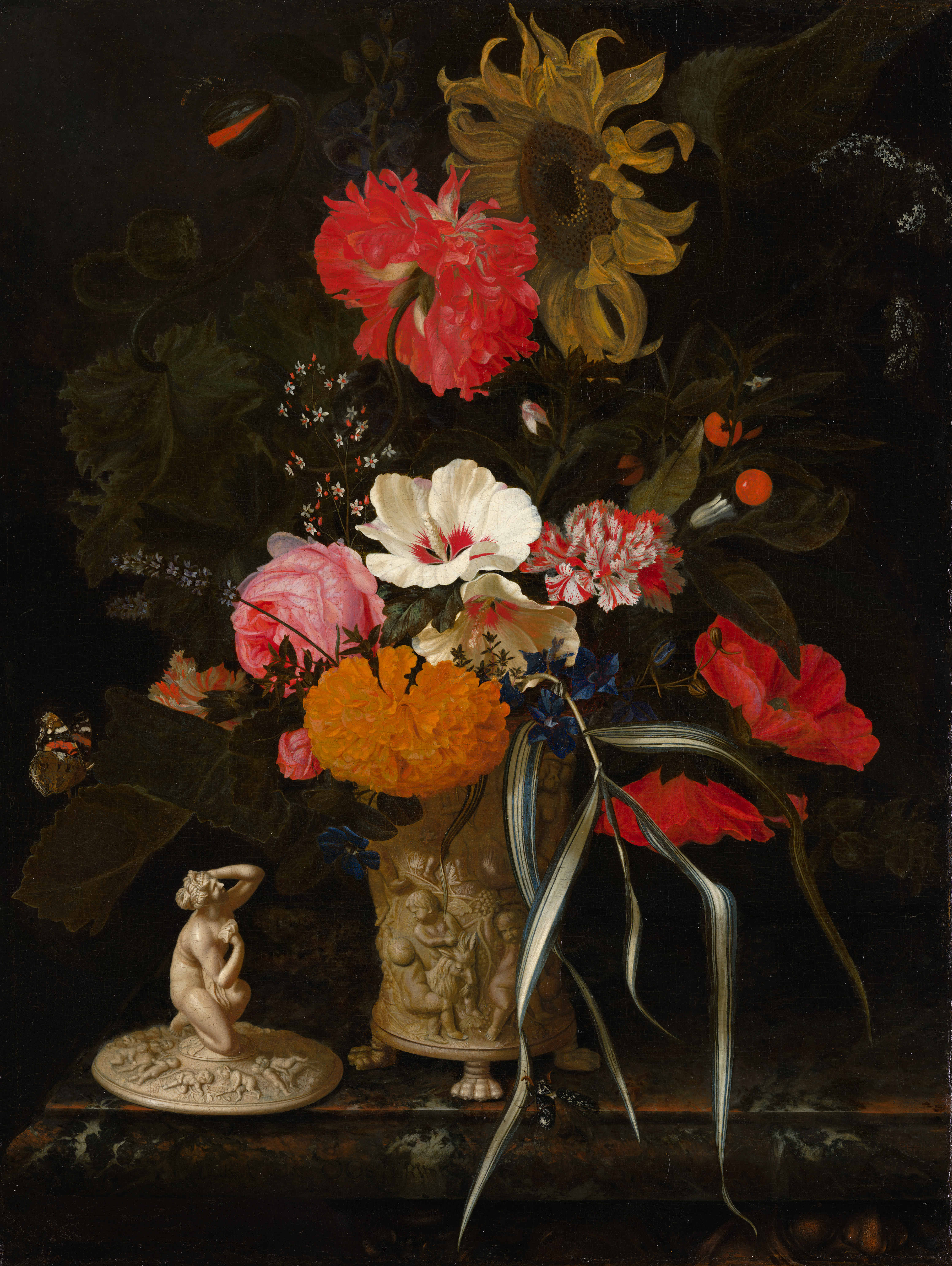
Flores en un vaso decorativo, 1670 - 1675, Mauritshuis, La Haya.
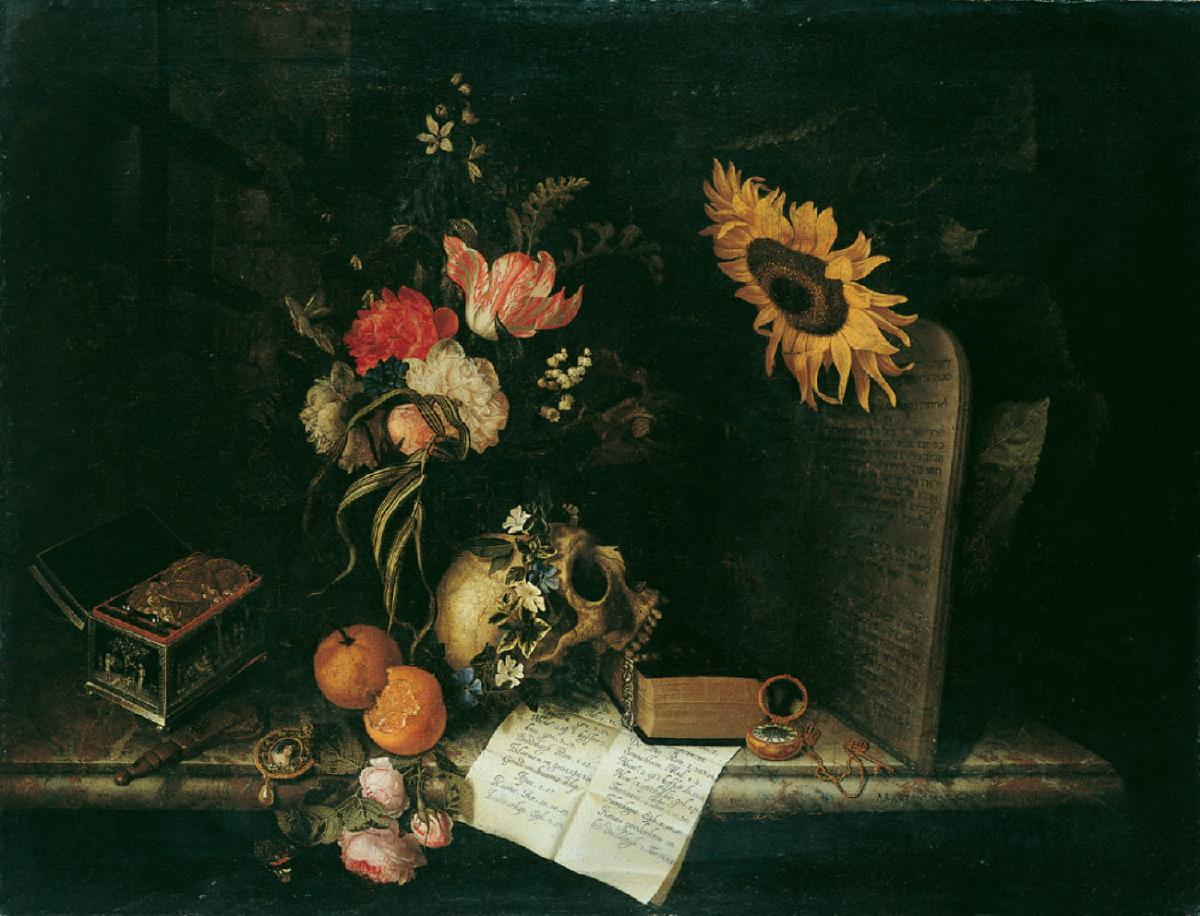
Vanitas y naturaleza muerta con girasol, 1670 - 1680, Colección privada.